# Little Willie John
Little Willie John (eigentlich William Edward John; * 15. November 1937 in Cullendale, Arkansas; † 26. Mai 1968 in Walla Walla, Washington) war ein Rhythm-&-Blues-Sänger, der vor allem in den 1950er Jahren populär war und das Original des vielgecoverten Klassikers Fever herausbrachte.

## Werdegang
Little Willie John ging mit dem Paul Williams Orchestra ab 1954 auf Tournee, hat jedoch bei Plattenaufnahmen nicht mitgewirkt. Im Juni 1955 wurde er durch den Produzenten Henry Glover für King Records entdeckt, erhielt dort sofort einen Plattenvertrag und war bereits am 27. Juni 1955 im Tonstudio. Mit der hastig zusammengerufenen Studioband der Plattenfirma, die aus „Champion“ Jack Dupree, Calvin Shields, Ivan Rolle, Mickey Baker und Willis Jackson bestand, begannen ab 20.00 Uhr die Studioaufnahmen zur Titus-Turner-Komposition All Around the World / Don’t Leave Me Dear. Die Single mit dem erst 18-jährigen Little Willie John erklomm Platz 5 der R&B-Charts. Wie sich herausstellte, war es kein One-Hit-Wonder, denn seine zweite Single mit dem oft gecoverten, mit seinem Bruder Mertis John gemeinsam komponierten Klassiker Need Your Love So Bad (wiederum mit dem berühmten Sessiongitarristen Mikey Baker) schaffte ebenfalls den fünften Platz. Selbst die B-Seite Home at Last wurde eigenständig auf Platz 6 notiert.

## Fever
Am 1. März 1956 war dann eine für Little Willie John und sein Label King Records denkwürdige Aufnahmesession angesetzt. Mit Fever entstand ein 12-taktiger Blues in Moll, instrumentiert mit den Tenorsaxophonen von Ray Felder und Rufus „Nose“ Gore sowie der jazzigen Gitarre von Bill Jennings und Fingerschnippen, das nur marginal die bluesige Stimmung auflockerte. Die Aufnahme brauchte fast 6 Stunden bis zur Perfektion. Der Komponist Otis Blackwell bemerkte hierzu, dass Little Willie John das Stück zunächst nicht aufnehmen wollte, da ihm das Fingerschnippen nicht gefiel. Der Song besaß jedoch ein solides, gospelähnlich wirkendes Arrangement, das nach seiner Veröffentlichung im April 1956 mit der einzigen R&B-Nummer-eins für den Interpreten Little Willie John belohnt wurde und als Crossover noch Platz 24 der Popcharts erreichte. Später schaffte das Original auch Millionsellerstatus. Fever avancierte nach der jazzigen Version von Peggy Lee zum meistgecoverten R&B-Song aller Zeiten.

## Weitere Singles und Abstieg
Es folgten 40 weitere Singles bis 1964 für King Records, von denen 13 in die R&B-Charts kamen. Fast alle wurden produziert von Henry Glover. Zunehmender Alkoholismus des Sängers und abnehmende Plattenumsätze veranlassten das Plattenlabel, Little Willie John im September 1963 zu feuern. Ungeachtet dessen wurden noch Singles von ihm aus den Archiven veröffentlicht.
Kurz darauf berichtete die Presse im August 1964 über Little Willie Johns Inhaftierung, weil er einen Mann im Black & Tan Club in Seattle mit einer zerbrochenen Flasche angegriffen hatte. Kaum freigelassen, attackierte er am 17. Oktober 1964 betrunken einen Mann mit einem Messer. Als das Verfahren im Januar 1965 begann, wurde der Strafvorwurf des Mordes auf Totschlag reduziert. Von der Jury für schuldig gesprochen, wurde er am 6. Juli 1966 nach Ablauf der Berufung ins berüchtigte Walla-Walla-Staatsgefängnis von Washington State eingeliefert, wo er eine 20-jährige Haftstrafe antreten musste. Dort verstarb er bereits am 26. Mai 1968 an einem Herzanfall, ausgelöst durch eine Lungenentzündung.
Seine Schwester Mable John hatte im Juli 1966 einen kleinen Hit mit Your Good Thing (Is About to End) (Platz 6 R&B/Platz 95 Pop). Am 19. Dezember 1968 veröffentlicht Label-Kollege James Brown das Erinnerungsalbum Thinking About Little Willie John and a Few Nice Things.

## Statistik
Little Willie John hat dem BMI zufolge 15 Songs komponiert, von denen Need Your Love So Bad am besten in den R&B-Charts platziert war. Dieser Song wurde nach Fever mit 16 Versionen am meisten gecovert, wobei die Version von der britischen R&B-orientierten Fleetwood Mac am authentischsten ist und posthum erschien (Juli 1968). Zwar nahmen die Beatles am 14. August 1964 sein “Leave My Kitten Alone” in London auf, doch die geplante Veröffentlichung auf der LP Beatles for Sale unterblieb. Erst auf Anthology 1 wurde im Jahre 1995 die Veröffentlichung nachgeholt.
Am 17. Januar 1996 wurde Little Willie John in die Rock and Roll Hall of Fame aufgenommen.

## Diskografie
Singles

| Jahr | Titel Album                                 | Höchstplatzierung, Gesamtwochen, AuszeichnungChartplatzierungen (Jahr, Titel, Album, Platzierungen, Wochen, Auszeichnungen, Anmerkungen, Label) | Höchstplatzierung, Gesamtwochen, AuszeichnungChartplatzierungen (Jahr, Titel, Album, Platzierungen, Wochen, Auszeichnungen, Anmerkungen, Label) | Anmerkungen | Label     |
| Jahr | Titel Album                                 | US | R&B | Anmerkungen | Label     |
| ---- | ------------------------------------------- | --- | --- | --- | --------- |
| 1955 | All Around the World                        | — | R&B5 (16 Wo.)R&B | B-Seite: Don’t Leave Me Dear Autor: Titus Turner                                                                                    | King 4818 |
| 1955 | Need Your Love So Bad                       | — | R&B5 (16 Wo.)R&B | B-Seite: Home at Last Autor: Mertis John                                                                                            | King 4841 |
| 1955 | Home at Last                                | — | R&B6 (1 Wo.)R&B | B-Seite von Need Your Love So Bad Autor: Rudy Toombs                                                                                | King 4841 |
| 1956 | Fever                                       | US24 (15 Wo.)US | R&B1 (23 Wo.)R&B | B-Seite: Letter from My Darling Millionenseller; R&R Hall of Fame Autoren: Eddie Cooley, Otis Blackwell                             | King 4935 |
| 1956 | Letter from My Darling                      | — | R&B10 (4 Wo.)R&B | B-Seite von Fever Autoren: Charles Singleton, Rose Marie McCoy                                                                      | King 4935 |
| 1956 | Do Something for Me                         | — | R&B15 (1 Wo.)R&B | B-Seite: My Nerves Autoren: Billy Ward, Rose Marks                                                                                  | King 4960 |
| 1958 | Talk to Me, Talk to Me                      | US20 (17 Wo.)US | R&B5 (14 Wo.)R&B | B-Seite: Spasms Millionenseller Autor: Joe Seneca                                                                                   | King 5108 |
| 1958 | You’re a Sweetheart                         | US66 (4 Wo.)US | R&B14 (2 Wo.)R&B | B-Seite: Let’s Rock While the Rockin’s Good Autoren: Harold Adamson, Jimmy McHugh; 1938 ein Hit für Dolly Dawn                      | King 5142 |
| 1958 | Tell It Like It Is                          | — | R&B12 (5 Wo.)R&B | B-Seite: Don’t Be Ashamed to Call My Name Autor: Titus Turner                                                                       | King 5147 |
| 1959 | Leave My Kitten Alone                       | US60 (15 Wo.)US | R&B13 (9 Wo.)R&B | B-Seite: Let Nobody Love You erreichte 1959 und noch einmal 1961 Platz 60 Autoren: Little Willie John, James McDougal, Titus Turner | King 5219 |
| 1960 | Let Them Talk                               | US100 (1 Wo.)US | R&B11 (14 Wo.)R&B | B-Seite: Right There Autor: Sonny Thompson                                                                                          | King 5274 |
| 1960 | A Cottage for Sale                          | US63 (6 Wo.)US | — | B-Seite: I’m Shakin’ Autoren: Larry Conley, Willard Robison; 1930 ein Hit für Guy Lombardo                                          | King 5342 |
| 1960 | Heartbreak (It’s Hurtin’ Me)                | US38 (12 Wo.)US | R&B6 (14 Wo.)R&B | B-Seite: Do You Love Me Autor: Jon Thomas                                                                                           | King 5356 |
| 1960 | Sleep                                       | US13 (16 Wo.)US | R&B10 (9 Wo.)R&B | B-Seite: There’s a Difference Autor: Earl Burtnett, Adam Geibel; 1924 ein Hit für Fred Waring’s Pennsylvanians                      | King 5394 |
| 1960 | Walk Slow                                   | US48 (8 Wo.)US | R&B21 (2 Wo.)R&B | B-Seite: You Hurt Me Autoren: Little Willie John, Darryl John                                                                       | King 5428 |
| 1961 | Very Thought of You                         | US61 (6 Wo.)US | — | B-Seite: I’m Sorry Autor: Ray Noble; 1934 ein Hit für den Autor                                                                     | King 5458 |
| 1961 | Flamingo                                    | — | R&B17 (2 Wo.)R&B | B-Seite: (I’ve Got) Spring Fever Autoren: Edmund Anderson, Ted Grouya                                                               | King 5503 |
| 1961 | (I’ve Got) Spring Fever                     | US71 (5 Wo.)US | R&B25 (1 Wo.)R&B | B-Seite von Flamingo Autoren: Paul Tannen, Shorty Long                                                                              | King 5503 |
| 1961 | Now You Know                                | US93 (3 Wo.)US | — | B-Seite: Take My Love (I Want to Give It All to You) Autoren: Shirley Wolfe, Sy Soloway                                             | King 5516 |
| 1961 | Take My Love (I Want to Give It All to You) | US87 (1 Wo.)US | R&B5 (11 Wo.)R&B | B-Seite von Now You Know Autor: Mertis John                                                                                         | King 5516 |

Weitere Singles
- Are You Ever Coming Back / I’m Stickin’ with You Baby (1956), King 4893
- I’ve Been Around / Suffering with the Blues (21. September 1956), King 4989
- Will the Sun Shine Tomorrow / A Little Bit of Loving (Dezember 1956), King 5003
- Love, Life and Money / You Got to Get Up Early in the Morning (Februar 1957), King 5023
- I’ve Got to Go Cry / Look What You’ve Done to Me (Mai 1957), King 5045
- Young Girl / If I Thought You Needed Me (August 1957), King 5066
- Uh Uh Baby / Summer Date (Oktober 1957), King 5083
- Person to Person / Until You Do (13. Juni 1957), King 5091
- All My Love Belongs to You / Why Don’t You Haul Off and Love Me (Dezember 1958), King 5154
- No Regrets / I’ll Carry Your Love Wherever I Go (Februar 1959), King 5170
- Made for Me / Do More in Life (April 1959), King 5179
- Loving Care / My Love Is (Februar 1960), King 5318
- Leave My Kitten Alone / I’ll Never Go Back on My Word (Januar 1961), King 5452
- Need Your Love So Bad / Drive Me Home (1961), King 5539
- There Is Someone in This World for Me / Autumn Leaves (Dezember 1961), King 5577
- Mister Glenn / Until Again My Love (März 1962), King 5628[11]
- Doll Face / Big Blue Diamonds (6. Juni 1962), King 5681
- My Baby’s in Love with Another Guy / Come On Sugar (6. Juni 1962), King 5744
- She Thinks I Still Care / Come Back to Me (6. Juni 1962), King 5667
- Doll Face / Big Blue Diamonds (Oktober 1962), King 5681
- Without a Friend / Half a Love (Dezember 1962), King 5694
- Don’t Play with Love / Heaven All Around Me (Februar 1963), King 5717
- My Baby’s in Love with Another Guy / Come On Sugar (April 1963), King 5744
- Let Them Talk / Talk to Me (1963), King 5799
- So Lovely / Inside Information (1963), King 5818
- Person to Person / I’m Shakin’ (1963), King 5823
- Bill Bailey / My Love Will Never Change (1964), King 5850
- Rock Love / It Only Hurts for a Little While (1964), King 5870
- Do Something for Me / Don’t You Know I’m in Love (1964), King 5949
- Talk to Me / Take My Love (1965), King 6003
- Fever / Let Them Talk (1968), King 6170
- All Around the World / Need Your Love So Bad (1970), King 6302